# Acer urophyllum
Acer urophyllum é uma espécie de árvore do gênero Acer, pertencente à família Aceraceae.